# Ваља Миеилор (Прахова)
Ваља Миеилор (рум. Valea Mieilor) насеље је у Румунији у округу Прахова у општини Урлаци. Oпштина се налази на надморској висини од 143 m.

## Становништво
Према подацима из 2002. године у насељу је живело 124 становника, од којих су сви румунске националности.